# Êta mundo bom!
 (срп. Диван свет) бразилска је теленовела, продукцијске куће Реде Глобо, снимана 2016.
Теленовела је инспирисна романом Волтера Кандид и представља својеврсну адаптацију романа чувеног француског писца.

## Синопсис
Главни јунак приче смештене у прошли век је Кандињо, младић кога су усвојили Кунегундес и Кинзињо. Када је порастао, усвојитељи су почели да га третирају као слугу на имању, а избачен је на улицу када је започео везу са њиховом мезимицом, кћерком Филоменом.
Панкрасио, породични пријатељ и Кандињов ментор, посаветовао га је да оде у Сао Паоло и потражи своју биолошку мајку Анастасију, коју никад није упознао. Тако је Кандињо, заједно са верним пријатељем магарцем Поликарпом, отишао у град. 
Анастасија, која је у међувремену постала удовица милионерка, такође је у потрази за сином. У томе јој помажу детектив Џек, најбоља пријатељица Ема и адвокат Араужо. Оно што Анастасија не очекује јесте да ће њена нећака Сандра учинити све да је спречи да пронађе сина јер не жели да остане без наследства.
Кандињо пролази кроз бројне изазове у граду, не би ли преживео и тамо упознаје Пирулита који ће му временом постати верни пријатељ. Поред потраге за мајком, Кандињо ће се борити свим средствима за љубав Филомене, која је сада у вези са посесивним Ернестом. 
Филомена и Ернесто упознали су се у њеном родном месту, када ју је завео и обећавао јој брак чим оду у град. Она је пристала да побегне са њим, а када су стигли, Ернесто јој је рекао да се ни у ком случају неће оженити њоме. Убедио ју је да постане плесачица у једном кабареу, где ће се она и Кандињо поново срести.

## Улоге
| Глумац:              | Улога:               |
| -------------------- | -------------------- |
| Сержио Гизе          | Кандињо Сампаио      |
| Дебора Насименто     | Филомена Переира     |
| Флавија Алесандра    | Сандра Сампаио       |
| Бјанка Бин           | Марија Лима          |
| Ериберто Леао        | Ернесто Дијас        |
| Присила Фантин       | Дијана де Оливеира   |
| Камила Кеироз        | Мафалда Переира      |
| Рајнер Кадете        | Селсо Сампаио        |
| Елијана Жијардини    | Анастасија де Соуза  |
| Марко Нанини         | Панкрасио / Пандолфо |
| Клебер Толедо        | Ромеу Лобато         |
| Андерсон Ди Риси     | Жозе Франциско       |
| Елизабет Савала      | Кунегундес           |
| Ари Фонтоура         | Жоаким „Кинзињо”     |
| Роси Кампос          | Епонина Переира      |
| Тарсисо Фиљо         | Северо Лима          |
| Ромуло Нето          | Браз Лима            |
| Жована Григио        | Жеруза               |
| Артур Агијар         | Осорио               |
| Жулијане Араужо      | Сарита Франсис       |
| Флавио Толезани      | Афонсо Араужо        |
| Гиљермина Гинле      | Камелија Агилар      |
| Ана Лусија Торе      | Жоаким               |
| Џенифер Насименто    | Бенедита „Дита”      |
| Марија Зилда Бетлем  | Ема Тиери Лафајет    |
| Марсело Аржента      | Лауро Ортиз          |
| Клејтон Мораис       | Тобијас Азис         |
| Давид Лукас          | Џек Фонсека          |
| Ду Мораес            | Мануела да Силва     |
| Суели Франко         | Паулина Франсис      |
| Марилу Буено         | Нарсиза Ортиз        |
| Марија Карол Ребејо  | Олга Маседо          |
| Маријана Армелини    | Кларисе              |
| Флавио Миглиасио     | Жосијас              |
| Родриго Андраде      | Фабио Коста          |
| Росане Гофман        | Олимпија             |
| Кенја Коста          | Китеира              |
| Сержио Фонта         | Дантас Реис          |
| Марсио Тадеу да Лима | Ромуалдо             |
| Клаудио Товар        | Евандро              |
| Марсело Гонзалвес    | Кара де Као          |
| Габријел Канела      | Вермељо              |
| Педро Фара           | Жасинто              |
| Верлес Пажеро        | Пирулито             |
| Шанде Валоис         | Клаудињо             |
| Наталија Коста       | Фадиња               |
| Косме дос Сантос     | Езекјел              |
| Рикардо Павао        | Пеишото              |
| Маркос Франса        | др. Аролдо Миранда   |
| Ренато Рабејо        | Леонардо             |
| Леополдо Пешеко      | Емани Фелипе         |
| Мауро Мендонса       | др. Инасио Шавијер   |
| Дебора Оливиери      | Ана де Лима          |
| Педро Брандао        | Леандро Коста        |
| Исабела Гарсија      | Надија Фрагосо       |
| Данијел Дијаз        | Персеу Фрагозо       |
| Алисе Боржес         | Дива                 |
| Педро Енрике Лопез   | свештеник Франциско  |
| Луис Магнели         | детектив Пасања      |
| Елио Рибеиро         | Еуженио Коста        |
| Марсија Барозо       | Карлота Коста        |
| Адријано Петерман    | Тигар                |